# K-마일 항공
K-Mile 항공(영어: K-Mile Air, 태국어: เค-ไมล์ แอร์)은 태국 방콕에 본사를 둔 화물 항공사다. 수완나품 국제공항에 본사를 둔 이 공항은 2006년 5월부터 동남아시아에서 정기 화물과 전세 화물 항공편을 모두 제공하기 위해 운항을 시작했다. 2014년 3월, ASL 항공 스위스는 45%의 지분을 인수했다.

## 보유 기종
- 2020년 12월 기준으로 K-Mile 항공은 다음과 같이 보유하고 있다.